# Cyrestis chinensis
Cyrestis chinensis är en fjärilsart som beskrevs av Martin 1903. Cyrestis chinensis ingår i släktet Cyrestis och familjen praktfjärilar. Inga underarter finns listade i Catalogue of Life.